# 扎里科沃村委员会
扎里科沃村委员会（俄语：Жариковский сельсовет）是俄罗斯联邦阿穆尔州坦波夫卡区所属的一个村委员会。其下辖有2个居民点，行政中心为扎里科沃。据2016年统计，该村委员会的人口为792人。